# Петушков Олексій Свиридович
Олексій Свиридович Петушков (біл. Аляксей Свірыдавіч Петушкоў; нар. 22 вересня (5 жовтня) 1913 — 27 липня 1991) — радянський військовий льотчик, Герой Радянського Союзу (1944), у роки німецько-радянської війни заступник командира 3-го гвардійського авіаційного полку 2-ї гвардійської авіаційної дивізії 2-го гвардійського авіаційного корпусу авіації дальньої дії.

## Біографія

### Молоді роки
Народився 22 вересня (5 жовтня) 1913 року в місті Лисичанську, Бахмутского повіту, Катеринославської губернії, Російської імперії (нині Луганська область, Україна) в сім'ї шахтаря. За національністю — білорус. У дитинстві з батьками переїхав до Мінська. Там закінчив 5 класів неповної середньої школи і робітфак при Мінському автодорожньому інституті. Працював токарем на машинобудівному заводі «Енергія».

### Служба в армії
У 1933 році призваний до Червоної армії. У 1936 році закінчив Сталінградську військову авіаційну школу. З 1937 року член ВКП(б).
Війну зустрів у червні 1941 у 8-му бомбардувальному авіаційному полку дальньої дії, де він був заступником командира ескадрильї. З перших же днів бойових дій брав участь у вильотах проти ворогів, знищував живу силу і бойову техніку противника на фронтах, завдавав бомбових ударів по військових об'єктах у глибокому тилу ворога, на території Німеччини.
За успішні бойові дії під час оборони Москви, Ленінграда та у Сталінградській битві Олексій Петушков був відзначений урядовими нагородами. Також вів бої у небі над Орлом, Харковом, Києвом, Дніпропетровськом, Воронежом, Таллінном, Оршою, Псковом, Нарвою. Дев'ятнадцять разів бомбив воєнні об'єкти Берліна, Кенігсберга та інших важливих промислових центрів Німеччини.
Указом Президії Верховної Ради СРСР від 19 серпня 1944 року за зразкове виконання бойових завдань командування по знищенню живої сили і техніки противника і проявлені при цьому мужність і героїзм гвардії підполковнику Петушкову Олексію Свиридовичу присвоєно звання Героя Радянського Союзу з врученням ордена Леніна і медалі «Золота Зірка» (№ 5095).
У 1947 році закінчив курси удосконалення офіцерського складу, в 1956 році — Військову академію Генерального штабу. З 1959 року — полковник в запасі.
Працював директором Кротенківського будинку відпочинку в Полтавській області. Мешкав у місті Полтава.
Помер 27 липня 1991 року. Похований на Центральному кладовищі в Полтаві.

## Нагороди
- Герой Радянського Союзу (№ 5095 від 19.08.1944)
- Три ордени Леніна
- Три ордени Червоного Прапора
- Орден Олександра Невського
- Орден Вітчизняної війни I ступеня
- Орден Червоної Зірки

## Увічнення пам'яті

### Творчість
|                      | В делах боевых Под покровом ночи В суровой школе Воздушных боёв, Он закалялся — Испытанный лётчик Большевик Алексей Петушков. |
| — з фронтової газети | |

### Пам'ятники
Ім'я Олексія Петушкова присутнє на двох меморіалах у Полтаві: на Пам'ятному знаку авіації дальньої дії та на Пам'ятному знаку Героям-землякам.